# Curtis Mitchell
Curtis Mitchell (Daytona Beach, Estados Unidos, 11 de marzo de 1989) es un atleta estadounidense, especialista en la prueba de 200 m, con la que llegó a ser medalla de bronce en el mundial 2013.

## Carrera deportiva
En el Mundial de Moscú 2013 gana la medalla de bronce en los 200 m, quedando en el podio tras los jamaicanos Usain Bolt (oro) y Warren Weir (plata).